# Pterolophia albosignata
Pterolophia albosignata är en skalbaggsart som beskrevs av Stefan von Breuning 1973. Pterolophia albosignata ingår i släktet Pterolophia och familjen långhorningar. Inga underarter finns listade i Catalogue of Life.